# Buire-le-Sec
Buire-le-Sec – miejscowość i gmina we Francji, w regionie Hauts-de-France, w departamencie Pas-de-Calais.
Według danych na rok 1990 gminę zamieszkiwały 663 osoby, a gęstość zaludnienia wynosiła 50 osób/km² (wśród 1549 gmin regionu Nord-Pas-de-Calais Buire-le-Sec plasuje się na 684. miejscu pod względem liczby ludności, natomiast pod względem powierzchni na miejscu 167.).